# Trematosphaeriaceae
Trematosphaeriaceae is een familie van de  ascomyceten. Het typegeslacht is Trematosphaeria.

## Geslachten
Volgens Index Fungorum bevat de familie de volgende geslachten:
- Bryosphaeria
- Emarellia
- Hadrospora
- Halomassarina
- Medicopsis
- Trematosphaeria